# Портрет Ивана Леонтьевича Шаховского
«Портрет Ивана Леонтьевича Шаховского» — картина Джорджа Доу и его мастерской из Военной галереи Зимнего дворца.
Картина представляет собой погрудный портрет генерал-лейтенанта князя Ивана Леонтьевича Шаховского из состава Военной галереи Зимнего дворца.
К началу Отечественной войны 1812 года генерал-майор Шаховской был шефом 20-го егерского полка и командовал 3-й бригадой 3-й пехотной дивизии, отличился в сражениях при Витебске и Смоленске, после Бородинской битвы принял командование над всей дивизией. Во время Заграничных походов 1813 и 1814 годов также был во множестве сражений, за отличие в Битве народов под Лейпцигом произведён в генерал-лейтенанты, за отличие в сражении под стенами Парижа награждён орденом Св. Александра Невского.
Изображён в генеральском вицмундире, введённом для пехотных генералов 7 мая 1817 года, на плечи наброшена шинель. На шее крест ордена Св. Георгия 3-го класса; по борту мундира крест ордена Св. Владимира 2-й степени; справа на груди серебряная медаль «В память Отечественной войны 1812 года» на Андреевской ленте, бронзовая дворянская медаль «В память Отечественной войны 1812 года» на Владимирской ленте, крест прусского ордена Красного орла 3-й степени и звёзды орденов Св. Александра Невского и Св. Владимира 2-й степени. С тыльной стороны картины надписи: Pce Shakofskoi и Geo Dawe RA pinxt. Подпись на раме: Князь И. Л. Шаховскiй 1й, Генер. Лейтенантъ.
7 августа 1820 года Комитетом Главного штаба по аттестации князь Шаховской был включён в список «генералов, заслуживающих быть написанными в галерею» и 4 сентября 1821 года император Александр I приказал написать его портрет. Сам Шаховской в это время командовал 2-й гренадерской дивизией и постоянно проживал в Москве 28 сентября 1821 года ему из Инспекторского департамента Военного министерства было направлено письмо: «портрет его Высочайше повелено написать живописцу Дове, посему если изволит прибыть в Санкт-Петербург, то не оставить иметь с Дове свидание». Известно, что в феврале 1823 года князь Шаховской приезжал в столицу и встретился с Доу. Гонорар Доу был выплачен 13 марта 1823 года. Готовый портрет принят в Эрмитаж 7 сентября 1825 года.